# Gymnothorax thyrsoideus
Gymnothorax thyrsoideus es una especie de pez de la familia de los morénidas en el orden de los Anguilliformes.

## Morfología
Los machos pueden llegar a alcanzar los 65 cm de longitud total.

## Distribución geográfica
Se encuentra desde la Isla de Navidad hasta la Polinesia Francesa, las Islas Ryukyu, Tonga y Micronesia.